# Mou gaan dou
Mou gaan dou é um filme de drama hong-konguês de 2002 dirigido e escrito por Felix Chong, Andrew Lau e Alan Mak. Foi selecionado como representante de Hong Kong à edição do Oscar 2003, organizada pela Academia de Artes e Ciências Cinematográficas. Foi refilmado pelo cinema americano como The Departed (bra: Os Infiltrados; prt: The Departed – Entre Inimigos) de 2006 dirigido por Martin Scorsese.

## Elenco
- Andy Lau - Lau Kin-ming (劉健明)
  - Edison Chen - Lau Kin-ming (jovem)
- Tony Leung - Chan Wing-yan (陳永仁)
  - Shawn Yue - Chan Wing-yan (jovem)
- Anthony Wong - Wong Chi-shing (黃志誠)
- Eric Tsang - Hon Sam (韓琛)
- Chapman To - "Silly" Keung (傻強)
- Gordon Lam - Inspector B (大B)
- Sammi Cheng - Mary
- Kelly Chen - Lee Sum-yee (李心兒)
- Berg Ng - Cheung (張Sir)
- Wan Chi-keung - Leung (梁Sir)
- Dion Lam - Del Piero
- Elva Hsiao - May